# Hermann Röhrs
Hermann Röhrs (* 21. Oktober 1915 in Hamburg; † 11. Oktober 2012 in Heidelberg) war ein deutscher Pädagoge und ordentlicher Universitätsprofessor der Universität Heidelberg.

## Leben und Werk
Röhrs machte den Zweiten Weltkrieg in Russland als Infanterist mit. Durch diesen Krieg wurde seine nahezu abgeschlossene Dissertation bei Wilhelm Flitner unterbrochen. Nach der fünften Verwundung im Winter 1944/1945 erlaubte ihm ein Lazarettaufenthalt, die Dissertation doch noch abzuschließen. Röhrs wirkte anschließend als vergleichender Erziehungswissenschaftler an der Universität Hamburg, an der Wirtschaftshochschule Mannheim, an der Universität Marburg sowie in Heidelberg (Übernahme des Lehrstuhls für Erziehungswissenschaft der Ruprecht-Karls-Universität Heidelberg im Jahr 1958 von Christian Theobald Caselmann) und arbeitete im Weltbund für Erneuerung der Erziehung (WEE) mit. Er gilt als der geistige Vater der Internationalen Gesamtschule Heidelberg (IGH) sowie Nestor der deutschen Friedenspädagogik. In diesem Zusammenhang beschäftigte er sich auch mit den Gedanken des reformierten Theologen und Irenikers Johann Amos Comenius, der von 1613 bis 1614 an der Universität Heidelberg studierte und als einer der Begründer der Pädagogik zu Beginn der Neuzeit gilt.
Frieden bestimmte er als Ziel für einen anthropologisch-ethischen Prozess der Humanisierung des Schullebens, als einen Vorgang der Befriedigung des Zu-sich-selbst-Kommens im Sinne der Selbstübereinkunft, der zur Ich-Findung führt. Diese Befreiung steht im Zentrum seiner Philosophie: Sie ist an den anderen und die für ihn zu tragende Verantwortung gebunden, wenn der Mensch in einer Epoche des Weltfriedens ein friedensbereites, friedensfähiges und friedensfertiges Wesen werden soll. Wesentlich ist das dialogische Prinzip des jüdischen Religionsphilosophen Martin Buber: "Auf den anderen zugehen" kennzeichnet für Röhrs die Grundeinstellung der Friedenserziehung. Friedenspädagogik und Erziehung zum Frieden sind zentrale Aufgabe von Schule.
Arbeitsschule, Erlebnispädagogik und die Reformpädagogik bilden sich für ihn zum Kern einer modernen Weltbildung aus. Mit Aloys Fischer, Georg Kerschensteiner und weiteren Erneuerern der pädagogischen Bewegung befürwortet er eine Vielfalt von gleichwertigen Studiengängen, Institutionen und Lehrerpersönlichkeiten, die dem Arbeitsunterricht und zugleich dem Erlebnischarakter, der emotionalen Erfahrung und der Individualität der Schüler gerecht werden können.
Röhrs betreute zudem Abschlussarbeiten an der Schwesternschule der Universität Heidelberg, die sich mit Fragen von Pflege und Bildung in ärmeren Kontinenten befassten. Er engagierte sich gemeinsam mit dem Politologen Dolf Sternberger für Studentinnen, die von zuhause keine finanzielle Unterstützung bekamen, weil der Vater ein Frauenstudium ablehnte.
Röhrs ist ferner bekannt durch seine mehrfach aufgelegten Schriften zu Jean-Jacques Rousseau und zur "Bildungsgeschichte und Philosophie" (Gesamtausgabe Band 13). Eine Gesamtausgabe liegt vor: Die "Allgemeine Erziehungswissenschaft" (Band l), "Die Schule in der modernen Gesellschaft" (Band 2), "Vergleichende und internationale Erziehungswissenschaft", (Band 3), "Friedenserziehung" (Bände 4 und 8), "Sport und Spiel" (Band 5), "Die Pädagogik der Dritten Welt", (Band 9), "Die Reformpädagogik und innere Bildungsreform", (Band 12) und "Die Studien zur Pädagogik der Gegenwart" (Band 14).
Die „Erinnerungen und Erfahrungen – Perspektiven für die Zukunft“ (Band 11) beginnen etwa 1925 mit der Kindheit, umfassen die Nachkriegszeit und Weimar, das Hitler-Regime, die Studienzeit und die Hochschulkarriere.
Neben der Internationalität war die Interdisziplinarität eines der Leitziele von Hermann Röhrs, die ihn auszeichnete wie kaum einen anderen. Mitte der 60er Jahre nahm auf Anregung von Röhrs ein interdisziplinäres Kolloquium über die Jugendproblematik die Arbeit auf, dem Johannes Rudert, Alexander Mitscherlich, Carl Friedrich Graumann, Ernst Topitsch, Heinz Leferenz und Herbert Krimm angehörten.
Der Nachfolger von Hermann Röhrs auf dem Heidelberger Lehrstuhl wurde der Erziehungswissenschaftler Volker Lenhart.

## Schriften (Auswahl)
Als Autor
- mit Morio Hasegawa: Yūgi to supōtso. Sport und Spiel – ein Wechselverhältnis, Tamagawa Daigaku Shuppanbu Tokyo 1987 (in japanischer Schrift).
- Die Reformpädagogik. Ursprung und Verlauf unter internationalem Aspekt, 3. Auflage Deutscher Studien-Verlag. Weinheim 1991 (1.+2. Auflage Schroedel Verlag Hannover), ISBN 978-3-89271-265-7.
- Gesammelte Schriften. 15 Bände, darunter: Band 12: Reformpädagogik und innere Bildungsreform. Deutscher Studienverlag, Weinheim 1998, ISBN 3-89271-825-3
- Die Schulen der Reformpädagogik heute. Handbuch reformpädagogischer Schulideen und Schulwirklichkeit. Cornelsen Verlag, Berlin 1994, ISBN 3-590-14480-7
- Die Reformpädagogik und ihre Perspektiven für eine Bildungsreform. Auer Verlag, Donauwörth 1991, ISBN 3-403-02103-3

Als Herausgeber
- Die Sozialpädagogik und ihre Theorie. Akademische Reihe: Auswahl repräsentativer Texte, Pädagogik. Akademische Verlagsgesellschaft, Frankfurt 1968[5]